# Ilir Shulku
Ilir Shulku (Tirana, 20 gennaio 1971) è un dirigente sportivo ed ex calciatore albanese, di ruolo difensore.

## Carriera

### Nazionale
Ha giocato con la maglia della Nazionale albanese dal 1993 fino al 1999, collezionando 40 presenze e segnando anche un gol.